# Нікомахова етика
Нікома́хова е́тика (дав.-гр. Ἠθικὰ Νικομάχεια) — твір Арістотеля, присвячений етиці, політиці та економіці. Разом з "Евдемовою етикою" та «Великою мораллю» (лат. Magna Moralia, сумнівної автентичності) є однією з трьох основних книг, що викладають моральну філософію Арістотеля.
Оскільки зазначений твір поділяє деякі книги з евдемовою етикою, либонь, вона не була складена самим Арістотелем у тому вигляді, в якому збереглася до наших днів. Чому твір носить таку назву, незрозуміло. Можливо, це стосується його сина або його власного батька, яких обох звали Нікомах.

## Походження та стиль

### Назва
Назва твору «Нікомахова етика» (дав.-гр. Ἠθικὰ Νικομάχεια, Ethiká Nikomácheia давньогрецькою), найімовірніше, є результатом пізнього вибору і не висвітлює намірів автора. У ньому йдеться про етику і про людину — Никодима.
Слово «етика» походить від грецького ἦθος, êthos, що означає «мораль, звичай»; етика — це наука про мораль. Але Арістотель наближає цей термін ἦθος до іншого зі схожим написанням — ἔθος, ethos, що означає «звичка». Це поняття «звичка» є центральним в етиці Арістотеля (на відміну від поняття моралі), оскільки воно служить для визначення чесноти: «етична чеснота — це справді „стан“ суб'єкта, який є ніби кристалізацією добрих звичок, які тим краще вкорінюються в людині, чим раніше вона їх набуває».

### Форма тексту
Нинішня форма тексту, передана в середньовічних копіях, є результатом редакторської обробки, природу і значення якої досі важко з'ясувати.
Від традиційного поділу на десять книг до І ст. до н. е. не залишилося жодних слідів. Інтервал, що відповідає книгам V—VII, є спільним для книг IV–VI «Етики до Евдема», хоча коментатори не дійшли згоди щодо первісної збірки цього уривку. Автентичність викладу, з іншого боку, узгоджена як за структурою, так і за змістом. На думку Тріко, «Етика до Евдема» була написана ще до заснування Ліцею, між 348 і 355 роками, і Арістотель, як кажуть, використав значну її частину у своїй новій праці.

## Благо
Перша відповідь Арістотеля на питання про природу найвищого блага полягає в тому, що щастя (евдаймонія) є найвищим благом. Це щастя душі. Для Арістотеля це випливає з того, що блаженство є самоцінним — воно не є, як інші блага, лише засобом для досягнення мети. На відміну від інших благ, ми прагнемо блаженства заради нього самого. Це, як каже Арістотель, «досконале і самодостатнє благо і кінцева мета дії». (1097b20)

### Аргумент ергону
Для того, щоб визначити справжній зміст щастя, Арістотель вводить аргумент ергону. Тут він відштовхується від есенціалізму, який стверджує, що кожна істота характеризується властивостями, які дають змогу відрізнити її від інших істот. Крім того, він дотримується власного перфекціонізму, який ставить виконання призначення істоти в залежність від формування її сутнісних характеристик.
Сутність людини виявляється у розгляді її специфічного, особливого досягнення, яке відрізняє її від інших живих істот. Це діяльність душі згідно з раціональним елементом (рефлексією, розумом) або, принаймні, не без нього. Крім того, вирішальним є те, що людина не тільки досконало використовує свій розум, але й застосовує його в усьому своєму житті і не тільки. «І більше» в даному випадку означає, що навіть спадщина людини (наприклад, діти) свідчить про інтенсивне використання її розуму.
Ці три аргументи — діяльність душі згідно з розумом, діяльність у досконалий спосіб і повноцінне життя — зазвичай вважаються першим визначенням щастя, яке дав Арістотель.

### Потрійний поділ на зовнішні, фізичні та духовні блага
Для досягнення щастя, визнає Арістотель, необхідна не лише раціональна діяльність душі, але й, по-перше, зовнішні, а по-друге, фізичні блага. До зовнішніх благ належать багатство, дружба, походження, нащадки, честь і сприятлива особиста доля. Здоров'я, краса, фізична сила, атлетизм відповідають фізичним або внутрішнім благам тіла. Душевні блага, чесноти, є результатом раціональної діяльності душі.
Арістотель відносить зовнішні блага до випадкового щастя, евтихії. Фізичні блага також частково залежать від випадку (наприклад, краса за певних обставин, фортуни), але також частково є результатом власних дій (наприклад, спорт або дієта). З іншого боку, ментальні блага можуть бути досягнуті лише по-справжньому хорошими людьми. Усе це разом призводить до щастя, про яке Арістотель лише побіжно згадує у своїй праці: щастя "абсолютно щасливої людини до і після життя". Тоді ця людина є по-справжньому щасливою, або іншими словами: вона є макаріосом (makarios).

### Практичний і теоретичний спосіб життя
Арістотель визначає блаженство як діяльність душі відповідно до досконалої чесноти (арете) у повному людському житті. Однак певні діаноетичні (раціональні) чесноти не можуть бути досягнуті в досконалому вигляді кожною людиною. Тому, за Арістотелем, є два основні шляхи, якими можливе щасливе життя.
Досконале щастя полягає в bios theoretikos, у споглядальному житті. Це включає в себе наукову діяльність, використання розуму (нус) в істинах, які є фундаментальними для набуття знань і досягнення мудрості. Інші чесноти також повною мірою розвиваються в цьому способі життя, але не є центром дії.
Оскільки деякі люди від природи не пристосовані до такого способу життя, оскільки, згідно з Арістотелем, вони, зокрема, не володіють розумом у досконалій формі, і це також не може бути сформоване як єдина чеснота взагалі, існує другий спосіб життя. Bios praktikos, практичне життя, обмежується досконалим застосуванням розуму по відношенню до непередбачуваних обставин, тобто застосуванням розсудливості та артистизму у зв'язку з етичними чеснотами.

## Чеснота
Чесноти — це блага душі. Арістотель поділяє їх відповідно до душі на діаноетичні чесноти, які виникають через навчання, та етичні чесноти, які виникають через звичку. За аналогією до оволодіння музичним інструментом, людина набуває чеснот, практикуючи їх.

### Класифікація душі
Арістотель поділяє душу на специфічно людську, розумну частину (дав.-гр. λόγον ἔχον) і нерозумну частину (дав.-гр. ἂλογον). Нерозумна частина душі (дав.-гр. ἂλογον) складається з вегетативної частини, яка складається з росту (αὔξησις) і харчування (θρεπτικόν), але також містить в собі здатність душі до прагнення (ὂρεξις). До цього моменту людина стоїть на одному рівні з рослинами чи тваринами, лише серцебиття і обмін речовин, а також ріст і розмноження забезпечуються. Людина, однак, також є істотою, наділеною розумом і мовою (ζῷον λόγον ἔχον), її прагнення (дав.-гр. ὂρεξις) пов'язане з раціональною частиною душі. Тому вона не може контролювати такі емоції, як страх, гнів, жалість та інші в момент їх виникнення, але може контролювати їх у подальшій «обробці».
Раціональна частина, як і ірраціональна, має частку в прагненні і є «місцем» людського розуму (λόγος). Він складається з двох частин: Самодостатнього розуму (ἐπιστημονικόν) і прикладного розуму, тобто роздумів (λογιστικόν) і консультацій (βουλευτικόν). Самодостатній розум (ἐπιστημονικόν) — це наука (ἐπιστήμη), філософська мудрість (σοφία) і чисте мислення, яке — відірване від усього — означає повну духовну самореферентність (νοῦς). Це стосується незмінних речей, математики, космосу та метафізики.
Прикладний розум — це практична майстерність (τέχνη), виробнича майстерність (ποίησις) і розсудливість (φρόνησις). Це стосується практичного життя. Розсудливість (φρόνησις) відіграє головну роль, оскільки вона знову зачіпає здатність до прагнення. Якщо всі попередні чесноти були діаноетичними, тобто виникали безпосередньо з розуму, то саме у взаємодії розсудливості (φρόνησις) і прагнення (ὂρεξις) виникають етичні чесноти, які можуть стати ставленням (ἕξις) через рішення (προαίρεσις) і звикання (ἐθίζειν). Розсудливість (φρόνησις) приводить афективні крайнощі, які виникають у прагненні (ὂρεξις), до доброчесної середини (μεσότης). Наприклад, це призводить до того, що людина не є ані надто боягузливою, ані надто нерозважливою, ані надто охочою догоджати, ані надто сварливою. Для Арістотеля бути доброчесним не означає бути вільним від афектів, але контролювати свої афекти.

### Етичні чесноти
Етичні чесноти стосуються пристрастей і вчинків, які випливають з цих пристрастей. Вони полягають у приборканні та контролі ірраціональної, лібідозної частини душі. Арістотель постулює етику поміркованості. В етичних чеснотах важливо дотримуватися правильного балансу (мезотези) між надлишком і нестачею. Найкраще це можна проілюструвати на прикладі хоробрості. Хоробрість рухається між крайнощами боягузтва і нерозсудливості — ні боягузтво не є бажаним, ні надмірна, нерозумна хоробрість, яку Арістотель називає нерозсудливістю. Хоробрий, з іншого боку, дотримується правильної міри. Аналогічно і з іншими етичними чеснотами, такими як великодушність, розсудливість, правильне харчування тощо.
Для того, щоб зрозуміти і осмислити середину (мезотеки), потрібно пережити ірраціональну та імпульсивну діяльність людської душі. Таким чином, людина отримає розуміння мезотеки і зможе зрозуміти, що непомірність потягу ні до чого не призводить. Розсудливість настане тоді, коли людина зрозуміє, що непомірна активність, як і повна відмова від «я», ні до чого не призводить, і визнає, що правильною мірою є лише середина між обома крайнощами (мезотеками).
Етичні чесноти цінуються людьми. Тому вони мають моральну цінність. Однак щось може мати цінність лише тоді, коли воно є не спонтанним рухом, а постійним станом. Через це Арістотель визначає етичну чесноту як фіксовану базову установку (гексис) (див. також габітус).

### Діанетичні чесноти
Згідно з Арістотелем, діаноетичні чесноти можна розділити на дві частини: Ті чесноти, які стосуються умовних фактів, і ті, які стосуються необхідних фактів. До перших належать майстерність (техне), тобто специфічне знання виробництва (наприклад, майстерність тесляра), і набагато важливіша розсудливість (phronesis), яка контролює всі етичні чесноти і дозволяє розпізнати їх правильне застосування.
Наука (episteme), що означає здатність робити правильні висновки, розум (nous) і мудрість (sophia) посилаються на необхідні факти. Розум — це свого роду «інтуїтивне розуміння» або знання «вищих положень» (1141a15 і далі), з яких наука може потім робити висновки. Оскільки розум, як єдину чесноту, взагалі не можна придбати, а дано кожному в різному ступені, його здійснення зарезервовано для тих, кому пощастило. Наука також залежить від досконало розвиненого розуму, а мудрість — це наявність розуму і науки. Тому життя в чистому баченні істини (теорії), bios theoretikos, не може бути досягнуте кожним (див. розділ теоретичний і практичний спосіб життя).

### Задоволення і біль
Етичні чесноти тісно пов'язані із задоволенням і болем. Арістотель пояснює поворот людей до поганого тим, що люди шукають задоволення і бояться болю. На цю природну поведінку необхідно впливати і контролювати за допомогою виховання в дусі добра. З цієї причини він також виправдовує покарання: «Це свого роду зцілення, а зцілення природним чином досягається протилежним».
Але практика чесноти також пов'язана з насолодою і пожадливістю. Арістотель, спираючись на свою теорію душі, розрізняє фізичні та духовні задоволення. Фізичні задоволення вказують на основні людські потреби, але не повинні виходити за межі розумного в цих рамках, як це практикують гедоністи у сучасній інтерпретації цього терміну (початково гедонізм мав фактично протилежне значення, аніж надається цьому терміну сьогодні). Духовні задоволення можуть бути пов'язані з чеснотами, наприклад, задоволення від інтелектуальної діяльності в сенсі науки або, в більш загальному сенсі, задоволення від творення добра.

## Український переклад
- Нікомахова етика / Переклав з давньогрецької Віктор Ставнюк. - К.: «Аквілон-Плюс», 2002. - 480 с.